# Das Liebesleben der schönen Helena
Das Liebesleben der schönen Helena ist eine US-amerikanische Stummfilmkomödie von Alexander Korda aus dem Jahr 1927 nach dem Roman Private Life of Helen of Troy (1925) von John Erskine.

## Handlung
In dem Film wird die Handlung des Trojanischen Krieges mit seinen Verbindungen zur griechischen Mythologie komödiantisch dargestellt.

## Hintergrund
Von dem Film sind nur noch Fragmente mit einer Dauer von 29,5 Minuten im Archiv des British Film Institute in Form von Filmrollen mit einer Länge von rund 727 Fuß (rund 222 Meter) des Beginns und 1757 Fuß (rund 536 Meter) vom Filmende vorhanden, die nicht mehr öffentlich aufgeführt werden.

## Auszeichnungen
Bei der ersten Oscarverleihung 1929 war Gerald C. Duffy für den nur in diesem Jahr verliehenen Oscar in der Kategorie „Best Title Writing“ („Beste Zwischentitel“) nominiert. Da Duffy bereits am 25. Juni 1928 verstorben war, war er der Erste, der posthum für einen Oscar nominiert wurde. Der Preis ging jedoch an Joseph Farnham, der den Oscar für seine Gesamtleistung verliehen bekam.